# Джейкоб (Загублені)
Джейкоб (англ. Jacob), спочатку Якоб (лат. Iacob) — вигаданий персонаж і один з другорядних героїв пригодницького телесеріалу каналу ABC Загублені. Ця таємнича особистість була не раз згадана, перш ніж з'явитися. Джейкоб був хранителем острова і фактично лідером Інакших. Він багато років шукав собі заміну, проте Джек Шепард зміг його знайти тільки після смерті — у вигляді примари. Джейкоб був убитий Беном за дорученням свого брата Людини у Чорному, який в той час прийняв вигляд загиблого Джона Локка. Актором, що виконав роль Джейкоба, був Марк Пеллегріно, хоча в декількох серіях, де він ще був дитиной, його грав Кентон Дьюті.

## Біографія персонажа
Джейкоба та його брата народила дівчина по імені Клаудія, яка потрапила на острів після аварії корабля. При пологах їй допомагала жінка, яка явно давно жила на острові. Коли Клаудія народила, невідома жінка вбила її і виховала дітей сама. Джейкоб і його безіменний брат, який згодом став Людиною у Чорному, жили звичайним життям на острові зі своєю лже-мамою. Дізнавшись, що на острові є інші люди, вони розпитували про них у мами, поки вона не відвела дітей до джерела в печері — до серця острова. Одного разу брат Джейкоба побачив привида своєї справжньої матері, вона сказала йому, що її вбила їх лже-мама. Брат пішов до інших людей, а Джейкоб залишився. Через багато років жінка захотіла вбити брата Джейкоба, тому що він разом з іншими людьми знайшов вихід з острова, проте сталося навпаки — Людина у Чорному вбив її. Джейкоб, як новий зберігач острова, переміг брата і скинув його в серце острова, а той, у свою чергу, став димовим монстром. Так почалася їхня ворожнеча.
Джейкоб деякий час жив у хатині, яка схоже пересувається і видима не для всіх, але з тих пір це було спростовано, і довгий час Джейкоб жив під статуєю богині Таурт (хоча передбачається, що колись він все-таки жив в хатині). Кілька разів у хатині був помічений дивний чоловік, однак те, що це Джейкоб, не підтвердилося. Коли на острів потрапляє Річард, Людина у Чорному намагається завербувати його в свої помічники, однак Річард вибирає роботу правої руки Джейкоба. З невідомих причин ніхто ніколи не спілкувався з Джейкобом (крім Річарда), хоча він був головним авторитетом для Інакших. Бен казав, що говорив з Джейкобом, однак це виявилося неправдою.
Джейкоб не раз залишав острів для пошуків кандидатів на своє місце. Він перетинався майже з усіма головними героями серіалу: з Сун і Джином, з юними Соєром і Кейт, Джеком, Джоном, Саїдом, Герлі та Іланой, з якої у Джейкоба якийсь зв'язок. Крім них були й інші імена.
Повернувшись на острів, Джейкоб був убитий своїм братом, який прийняв вигляд загиблого Джона Локка, і Беном. Після цього він кілька разів приходив до Герлі як привид — у вигляді себе дорослого і дитини. Його наступником у підсумку став Джек, а він в свою чергу віддав місце Герлі.